# 兒玉貴通
兒玉 貴通（こだま たかゆき、1992年6月11日 - ）は、福岡県出身のバスケットボール選手である。ポジションはポイントガード。身長166cm、体重70kg。

## 来歴
福岡県立宗像高校から大東文化大学に進学し、4年次の2014年第66回全日本大学バスケットボール選手権大会で3位となり、優秀選手賞（ベスト5）・アシスト王を獲得した。
同年、NBDLの大塚商会アルファーズにアーリーエントリーで入団した。大塚商会には大塚商会がB3リーグに参入した2016-17シーズンまで引き続き所属した。
2017-18シーズンはB2リーグの豊通ファイティングイーグルス名古屋に移籍し、プロ選手となった。背番号14。56試合に出場。
2018-19シーズンもFE名古屋で59試合に出場し、1試合5.6得点2リバウンド3.1アシスト。
2019-20シーズンは香川ファイブアローズと契約した。背番号34。シーズン開幕前にキャプテンに就任した。同シーズンはコロナ禍でシーズン打ち切りになるまでの全47試合に出場し、10.9得点3.1リバウンド4.7アシスト1.0スティール。同シーズン、香川はB2リーグ発足後最高の西地区2位となった。
2020-21シーズンも香川と契約継続。
2023-24シーズンをもって、ライジングゼファーフクオカに移籍。
2024年6月17日、鹿児島レブナイズと契約した。